# Lansing Lancers
Lansing Lancers byl profesionální americký klub ledního hokeje, který sídlil v Lansingu ve státě Michigan. V letech 1974–1975 působil v profesionální soutěži International Hockey League. Lancers ve své poslední sezóně v IHL skončily v základní části. Své domácí zápasy odehrával v hale Metro Ice Arena s kapacitou 4 600 diváků. Klubové barvy byly fialová a bílá.
Založen byl v roce 1974 po přestěhování týmu Toledo Hornets do Lansingu.

## Přehled ligové účasti
Zdroj: 
- 1974–1975: International Hockey League (Severní divize)